# 蒙塔萊格里
41°49′23″N 7°47′30″W / 41.82306°N 7.79167°W

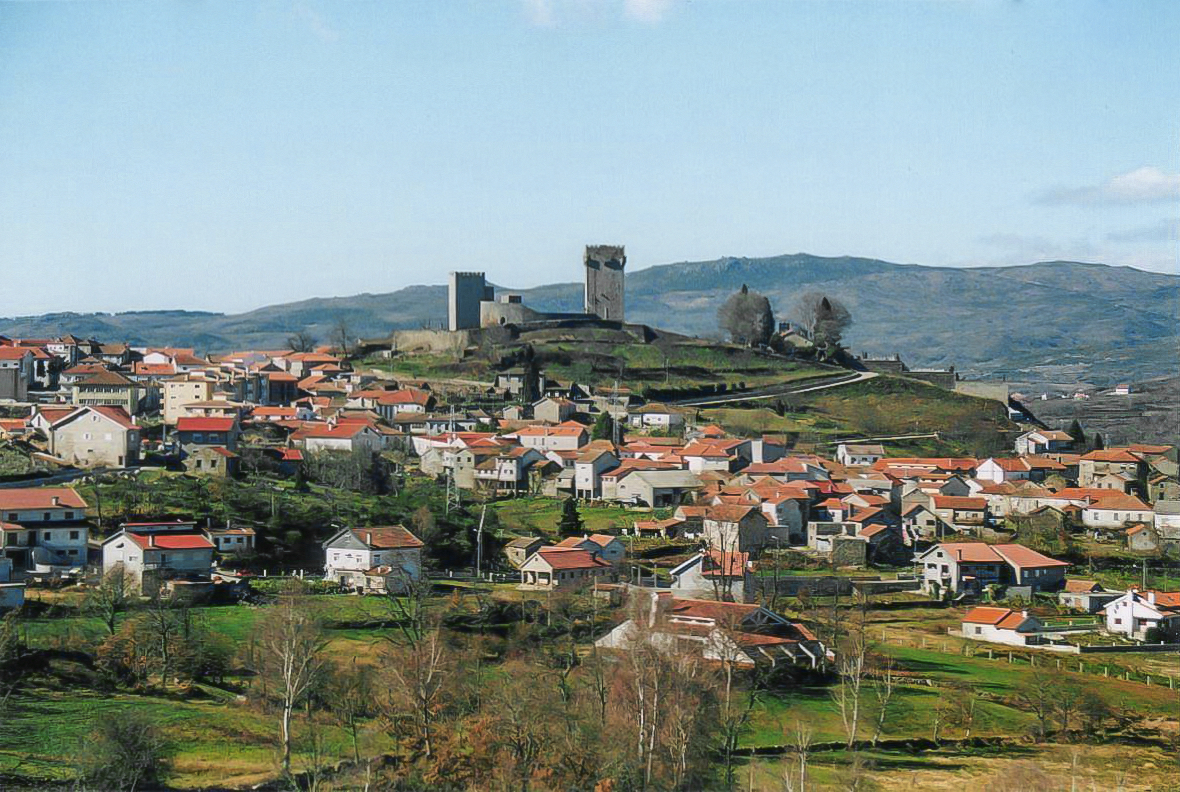

蒙塔萊格里（葡萄牙語：Montalegre），是葡萄牙的城鎮，位於該國北部，由雷亞爾城區負責管轄，始建於1273年，面積805.46平方公里，2011年人口10,537，人口密度每平方公里13.08人。

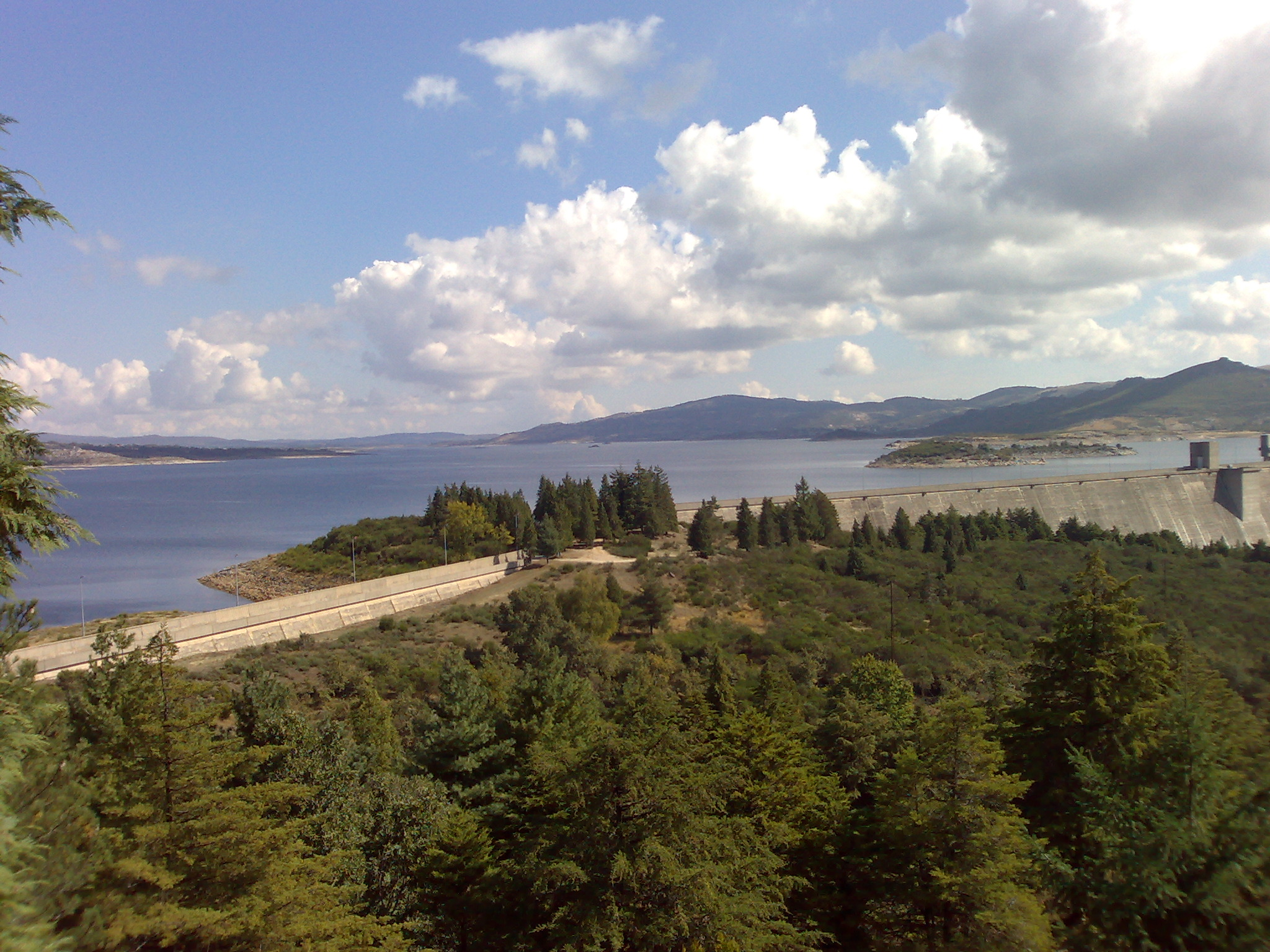